# Amt Siedenburg
Das Amt Siedenburg war ein historisches Verwaltungsgebiet der Grafschaft Hoya, später des Fürstentums Calenberg bzw. des Königreichs Hannover.

## Geschichte
Das in der Obergrafschaft Hoya gelegene Amt ging aus dem Zubehör der 1372 erstmals erwähnten gleichnamigen Burg hervor. Es umfasste außer dem Marktflecken Siedenburg als Amtssitz acht Dörfer und Weiler. 1853 wurde es aufgehoben und ging im Amt Sulingen auf.

## Amtmänner
- 1824–1833: Georg Ernst Adolf von Hake
- 1833–1845: Carl Christoph Niemeyer, Amtmann, ab 1841 Oberamtmann
- (1846) 1847–1853: Georg Friedrich Schrader, erst Amtsassessor, ab 1847 Amtmann